# McLaren
A McLaren Racing Limited egy brit autóverseny-csapat, mely leginkább Formula–1-es szerepvállalásáról ismert. Központja az Egyesült Királyságban, Wokingban található, jelenlegi tulajdonosa a McLaren Group. A Formula–1 második legrégebbi aktív istállója, és a második legsikeresebb is, amely 200 győzelmet aratott, tizenkét egyéni és kilenc konstruktőri bajnoki cím megszerzése mellett. A csapat a Formula–1 mellett részt vett már az indianapolisi 500-on és a Le Mans-i 24 órás autóversenyen is, valamint megnyerte a Can-Am sportautó-bajnokságot. Az egyetlen csapat, amely meg tudta szerezni az autósportok tripla koronáját (Indianapolis 500, Le Mans-i 24 órás és Formula–1-es monacói győzelem).
Az új-zélandi Bruce McLaren alapította 1963-ban Bruce McLaren Motor Racing néven, saját maga versenyeztetésére. A csapat 1966-ban, a monacói nagydíjon debütált, első győzelmét az 1968-as belga nagydíjon aratta. Eleinte nem a Formula–1-ben, hanem a Can-Am szériában arattak nagy sikereket 1967-1971 között. Miután Bruce McLaren meghalt egy tesztbalesetben 1970-ben, a csapatot Teddy Mayer vitte tovább, és ezután szerezték meg az első konstruktőri bajnoki címüket 1974-ben, valamint Emerson Fittipaldi révén az első egyéni bajnoki címüket is. Ugyanebben az évben kezdődött a Marlboro cigarettamárkával való hosszú szponzori kapcsolatuk, melynek jellegzetes festése összefonódott a csapattal.
1981-ben a McLaren összeolvadt Ron Dennis Project Four Racing nevű csapatával. Dennis lett a csapatfőnök, aki szép lassan kivásárolta az eredeti tulajdonosi kört. Ekkor kezdődött a csapat legsikeresebb időszaka: a Porsche és a Honda motorokkal Niki Lauda, Alain Prost és Ayrton Senna hét egyéni és hat konstruktőri bajnoki címet szereztek. A csapat legnagyobb riválisa ebben az időben a Williams volt. Az 1990-es évek közepén megállapodást kötöttek a Mercedesszel, a West cigarettamárkával mint főszponzorral, és Adrian Newey tervezővel, amellyel egy újabb sikeres időszak vette kezdetét.
Ron Dennis 2009-ben visszavonult a csapat éléről, a helyét Martin Whitmarsh vette át, és elkezdődött egy lassú hanyatlás. Ugyan Whitmarsh-ot kirúgták a rosszul sikerült 2013-as év végén, a McLaren problémái nem oldódtak meg, amit csak tetézett a Hondával kötött, katasztrofálisan sikerülő partnerségi megállapodásuk. A csapat felívelése a 2020-as években elkezdődött, és 2024-ben hosszú idő után újra világbajnoki címet tudtak szerezni.
Arrow McLaren néven csapatot üzemeltetnek az Indycar szériában, 2022-2024 között részt vettek az Extreme E, 2022-23-ban pedig a Formula-E küzdelmeiben is.

## A csapat története

### A kezdetek
A Bruce McLaren Motor Racing alapítója az új-zélandi Bruce McLaren volt, aki előtte a Cooper csapat versenyzője volt, három futamot is nyert, 1960-ban pedig bajnoki második helyezést ért el. Szeretett volna a Tasman Series bajnokságban indulni, a csapat tulajdonosa, Charles Cooper azonban csak 1,5 literes Formula–1-es specifikációjú motorokkal tudta volna őket ellátni, a megkövetelt 2,5 literesekkel szemben, McLaren ezért úgy döntött, hogy saját csapatot indít, egyedileg átépített Cooper-kasztnikkal, barátja, Timmy Mayer segítségével. McLaren meg is nyerte az 1964-es Tasman Series-t, Mayer azonban életét vesztette a szezon utolsó versenyének szabadedzésén a Longford Circuit-en. Ezután megkereste elhunyt barátja bátyját, Teddy Mayert, aki bevárásolta magát a Bruce McLaren Motor Racing-be. Az új-zélandi gyökerű, de a kezdetektől brit licensz alatt versenyző csapat első főhadiszállása Felthamben volt 1963-64 között, innen költöztek át Colnbrookba 1965-ben, 1981-től pedig a mai helyükre, Wokingba. A brit licensz ellenére McLaren nem akarta az autóit a hagyományos brit versenyzöld színekre festeni, hanem olyan színösszeállításokat keresett, amelyek elszakadtak a nemzeti színektől. Első Formula–1-es autója, a McLaren M2A például fehér alapon zöld csíkokat kapott, amellyel a fiktív Yamura csapatra utalt az 1966-os "A nagy verseny" (Grand Prix) című filmből.
Ebben az időben a csapat részt vett brit és amerikai sportautó-versenyeken, valamint Phil Hill-lel beneveztek az 1965-ös Tasman Series-be is, különösebb sikerek nélkül. Ezalatt továbbra is a Cooper pilótája volt a Formula–1-ben, de mivel úgy látta, hogy a csapat szerencsecsillaga leáldozóban van, úgy döntött, hogy itt is megjelenik önálló konstruktőrként.

### 1966-1969
A csapat 1966-ban debütált a Formula–1-ben, a monacói nagydíjon - a ma is aktív csapatok közül egyedül a Scuderia Ferrari van még náluk is régebben a sportágban.  A kezdeti motorbeszállító a Ford volt. A csapatnak első két szezonjában csak egy versenyzője volt, maga az alapító Bruce McLaren, aki az első versenyen olajszivárgás miatt kiesett. Legközelebb csak az amerikai nagydíjon vett részt, ahol azonban új motorral, a Serenissimával indult. A versenyen ötödik helyével a McLaren első pontjait szerezte. Az első szezonban a csapat két ponttal a kilencedik lett.

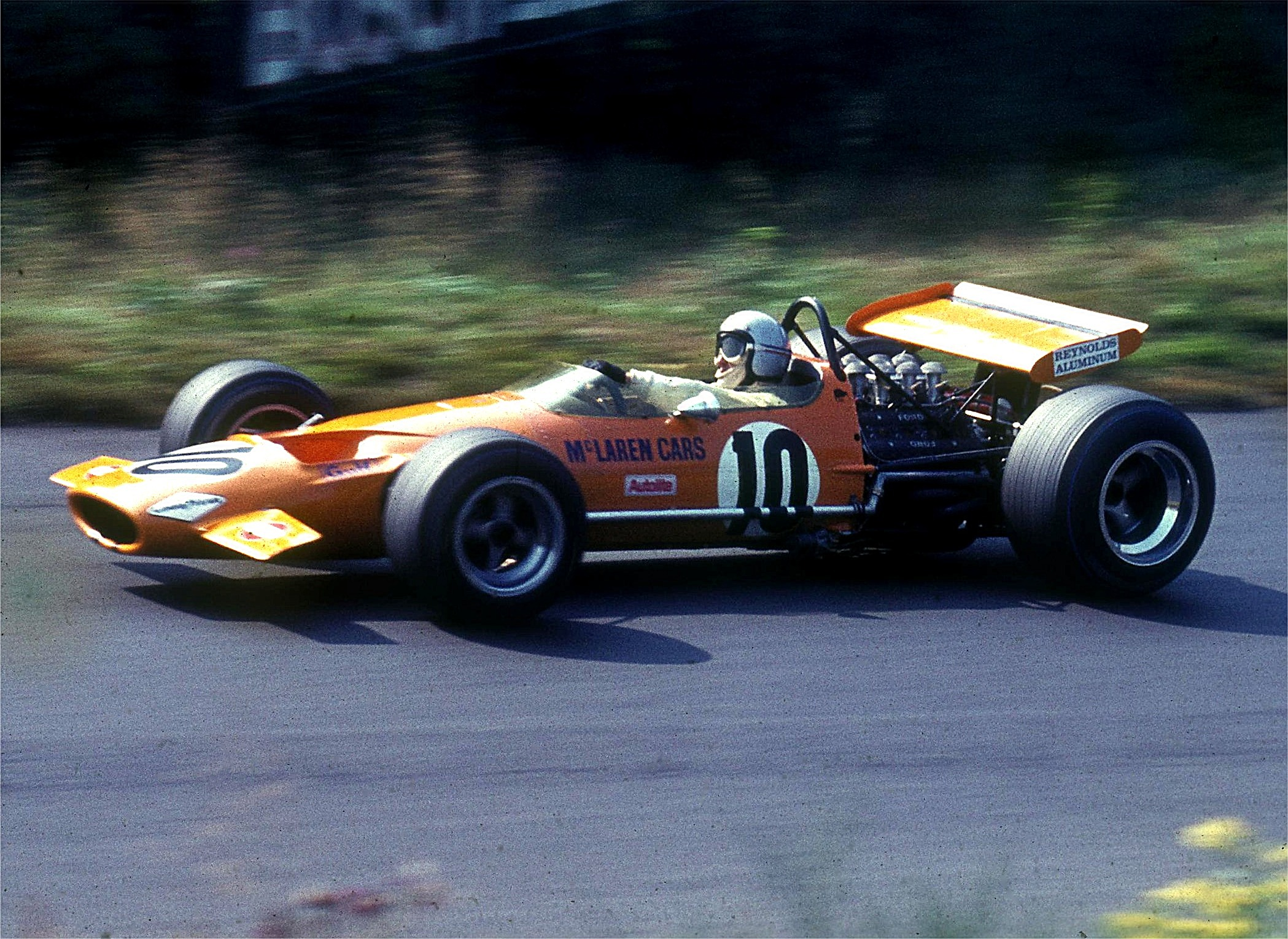
Bruce McLaren 1969-ben a Nürburgringen

1967-re a csapat új motorbeszállítója a BRM lett. A motor késlekedése miatt átmenetileg egy átépített Formula–2-es autót kellett M4B néven versenyeztetniük egy V8-as BRM-motorral, és csak később vethették be az M5A-t, amiben már V12-es egység volt. McLaren az évben egyszer lett negyedik a monacói nagydíjon, és egyszer hetedik. A többi nagydíjon kiesett, főként az autó megbízhatatlansága miatt. A McLaren csapat három ponttal a tizedik lett a konstruktőri bajnokságban.
1968-ra Bruce McLaren csapattársa az előző évi világbajnok Denny Hulme lett, aki 1974-ig a csapat versenyzője maradt. Hulme ekkor már a McLaren versenyzője volt a Can-Am szériában. Az új autót, az M7A-t a Ford-Cosworth DFV motorok hajtották, amelyek később széles körben elterjedtek a sportágban (maga a csapat 1983-ig használta). Hulme megnyerte az olasz és a kanadai nagydíjat, míg McLaren a belga nagydíjat nyerte meg, amely a csapat első futamgyőzelme volt. Bruce emellett megnyerte az az évi Race of Champions-t, melyet Brands Hatchban rendeztek. A csapat 1968-tól több kiscsapatnak adott kasztnit, és közben kísérleteztek egy összkerékmeghajtású autóval is.
1969-ben Bruce három dobogós helyével és 26 pontjával a harmadik helyen zárt az egyéni világbajnokságban. A csapat ötödik győzelmét azonban Hulme szerezte a mexikói nagydíjon. A csapat a negyedik helyen zárt a konstruktőri bajnokságban.

### 1970–1979

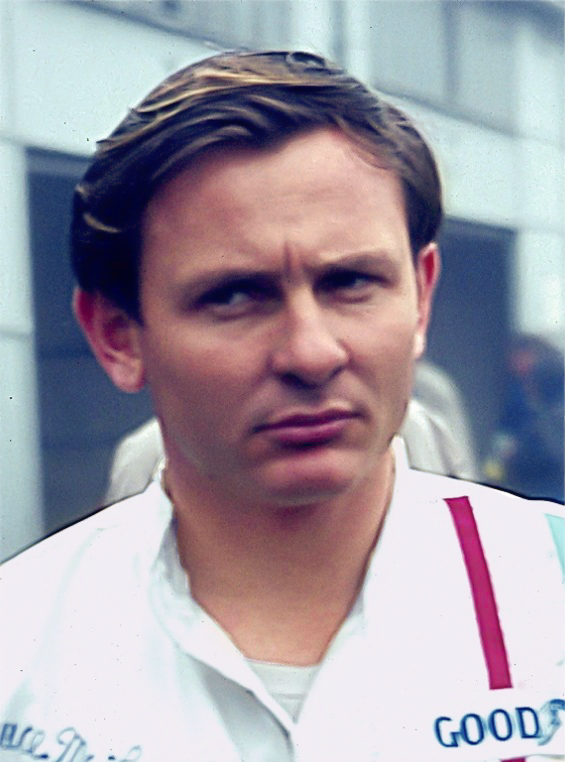
Bruce McLaren, a csapat alapítója

Az 1970-es év nagyon szerencsétlenül kezdődött a csapat számára. Az az évi indianapolisi 500-on, egy gyakorláson megégtek Denny Hulme kezei az autójából kifolyt és meggyulladt metanol miatt. Peter Revson helyettesítette a futamon. 1970. június 2-án Bruce McLaren meghalt Goodwoodban, mikor az új M8D Can-Am kategóriájú autót tesztelte. A McLaren 1970-ben és 1971-ben nem nyert versenyt, az években Jochen Rindt és Jackie Stewart dominált. McLaren halála után a csapat első győzelmét Hulme 1972-ben szerezte, a dél-afrikai nagydíjon, az M19C-vel. Hulme harmadik lett az év végén a versenyzők között, csapattársa Peter Revson volt. 1970-ben egyes nagydíjakon Alfa Romeo motoros autókkal is neveztek.

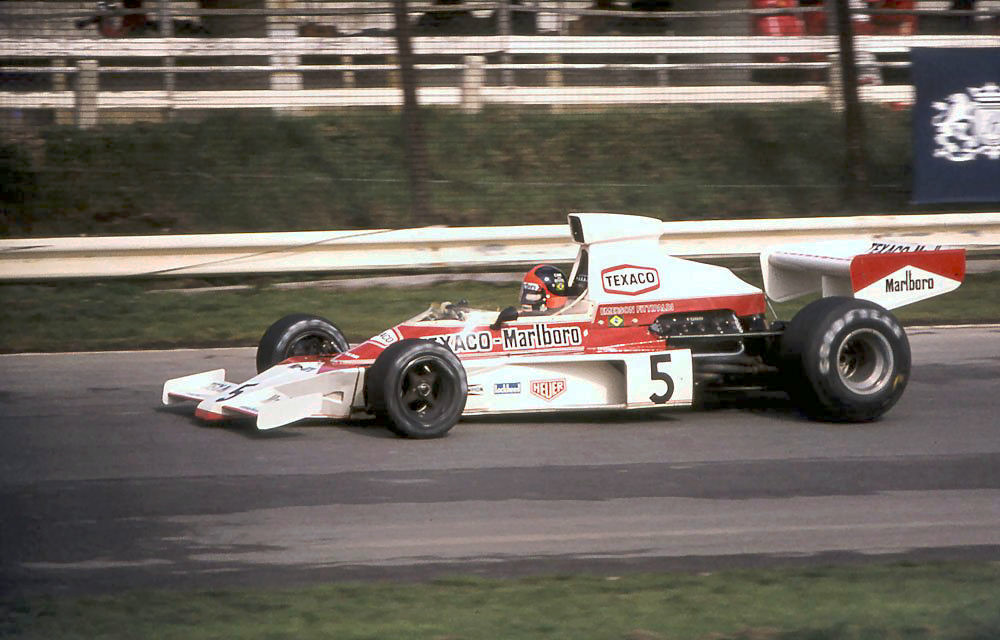
Emerson Fittipaldi 1974-ben a McLarennel

A McLaren M23, melyet Gordon Coppuck tervezett alapvetően az 1973-as, M16 elejét, és az M19 hátulját tartalmazta. A modell már szintén ék alakú volt, hasonlóan a Lotus 72-höz. A modellel Revson a brit és a kanadai, Hulme a svéd nagydíjon tudott győzelmet aratni. 1974-re Emerson Fittipaldi csatlakozott a csapathoz, aki korábban a Lotusnál versenyzett. A csapat ez évben megnyerte a konstruktőri-és az egyéni címet (Fittipaldi) is. A McLaren ez évben szerezte első indianapolisi 500-as győzelmét is, Johnny Rutherforddal. Az évben a Yardley helyére új főszponzor érkezett a Marlboro személyében, mely egészen 1996-ig maradt a csapat főszponzora. Ennek következtében az addig használt papajaszín helyett piros-fehér lett az autók festése. 1975 is sikeres év volt a McLaren számára, Emerson Fittipaldi a második lett Niki Lauda mögött a bajnokságban. Jochen Mass első győzelmét szerezte Spanyolországban, Rutherford második lett Indianapolisban.
Fittipaldi az év végén elhagyta a csapatot, és testvére csapatához, a Fittipaldi Automotive-hez igazolt át. Helyére a csapat a nem éppen jó hírnévnek örvendő James Hunt-ot igazolta le, aki 1976 végén egyetlen ponttal nyert Niki Lauda előtt. Eközben Rutherford a McLaren második indianapolisi 500-as győzelmét szerezte. Hunt 1977-ben még három futamgyőzelmet aratott, ám ezek sokáig a csapat utolsó győzelmei voltak. A sikeres M23 után az M26 modell már nem tudta felvenni a harcot az erősebb csapatok autóival, a leváltására bevezetett M28-as és M29-es autók pedig még rosszabbak voltak, így a McLaren válságba került. 1979-ben a rossz eredmények miatt kivonultak a CART sorozatból.

### 1980–1989

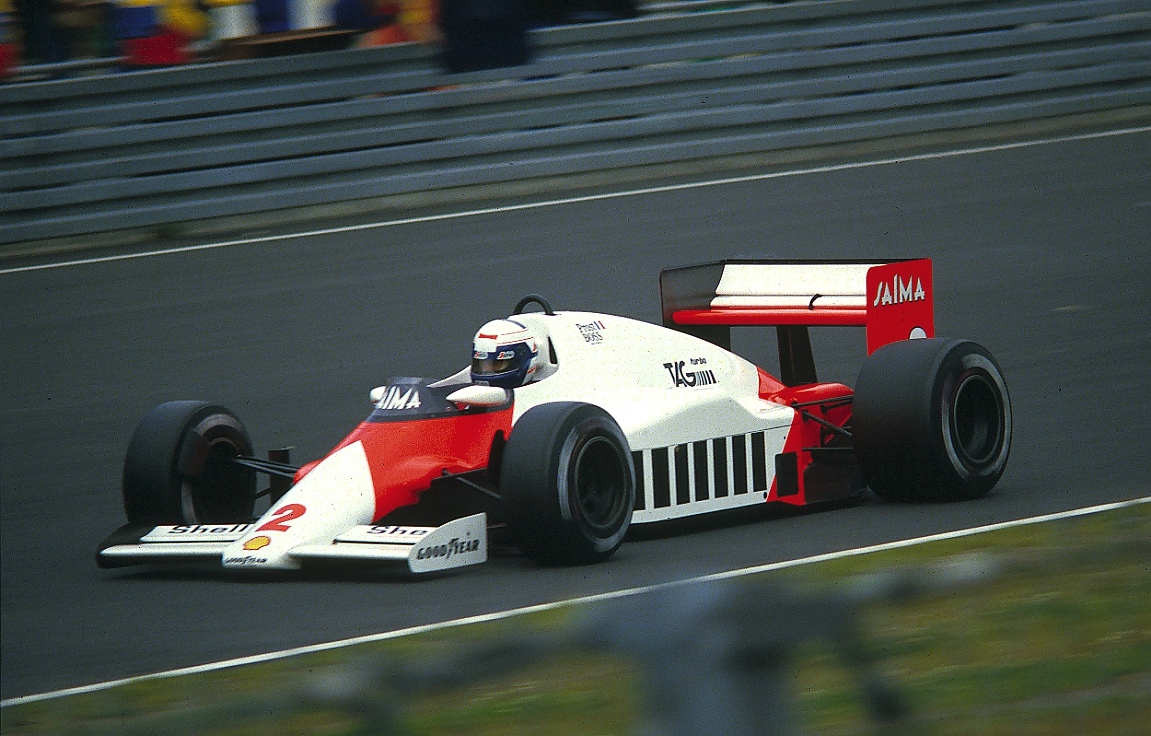
Prost 1985-ben a McLarennel

1980-ban a McLarennél debütált Alain Prost a Formula–1-ben, csapattársa John Watson volt. Prost hamar elhagyta a csapatot, 1981-ben már a Renaultnál versenyzett. A hosszantaró sikertelenségek és a Marlboro főszponzor nyomására leigazolták Ron Dennist, aki előtte a Formula–2-ben Project Four Team néven versenyzett, és ugyancsak a Phillip Morris volt a főszponzoruk. Egyesítették a két csapatot - innen származik a McLaren autók nevében az MP4 jelzés - Marlboro (a dohányreklámok tiltása óta McLaren) Project 4. Dennis hozott magával egy mérnököt is, John Barnard személyében, akinek forradalmi elképzelései voltak: az addig széles körben használt alumíniumötvözet helyett szénszálból építette meg az új autó karosszériáját. Ugyan a Team Lotus is próbálkozott hasonlóval, de a Lotus 88 típusú autót betiltották, így a McLaren lett az első csapat amely ilyen autóval versenyzett. A McLaren MP4/1-gyel Watson megnyerte a brit nagydíjat és még háromszor dobogóra állhatott. 1982-ben Teddy Mayer elhagyta a csapatot, miután az új tulajdonosi kör kivásárolta őt.
1983-tól turbófeltöltős Porsche-motorokat kapott a csapat, amelyet a Techniques d'Avant Garde (TAG) segítségével építhettek meg. A TAG alapítója, Mansour Ojjeh idővel a csapat egyik fő részvényesévé vált. 1984-re visszatért Alain Prost, Niki Lauda mellé, aki 1982 óta volt a csapatnál és megnyerte 1984-ben a világbajnokságot. Prost mindössze fél ponttal végzett mögötte. Ebben az idényben a McLaren dominált, összesen 12 győzelmet arattak. 1985-ben a francia végzett az élen, 1986-ban azonban komoly kihívót kapott a Honda-motoros Williams pilótáinak személyében. Habár a visszavonuló Niki Lauda helyére érkező Keke Rosberg nem érezte annyira az autót, Prost kezére játszott a Williams pilótáinak egymással való rivalizálása, és meg tudta védeni címét. Jack Brabham 1960-as bajnoki címe óta ez volt mindössze a második címvédés. 1987-ben a svéd Stefan Johansson érkezett a McLarenhez, a tervező John Barnard pedig távozott. Az évadban a Williamsek domináltak, az egyéni világbajnokságot Nelson Piquet nyerte, Prost csak a negyedik, Johannson a hatodik lett.
1988-ra a korábban Lotusnál versenyző brazil Ayrton Senna lett Prost csapattársa, aki első McLarenes évét meg is nyerte. Ez évtől váltott a csapat a Honda motorokra, melyek azokban az időkben a legerősebbek voltak. 1988-ban a tizenhat versenyből tizenötöt a McLaren autó nyerték meg. Senna 90 ponttal az első, Prost 87-el a második helyen végzett. 1989 hasonlóan sikeres év volt a McLaren számára, még úgy is, hogy a turbómotorok betiltása miatt a Honda egy 3,5 literes V10-es szívómotort épített. A bajnokság Senna és Prost között ismét szoros volt, ráadásul a két versenyző között elmérgesedett a viszony. A világbajnoki cím eldőlése az utolsó japán nagydíjra maradt. Az első rajtkockát Senna szerezte meg, Prost azonban lerajtolta a brazilt. Senna a futam során a célegyenes előtti sikánban próbálta megelőzni, de a francia nem engedte el, és összeütköztek. Prost kiesett, Senna azonban tovább tudott menni, de utólag diszkvalifikálták, és a világbajnoki cím így Prosté lett.

### 1990–1999

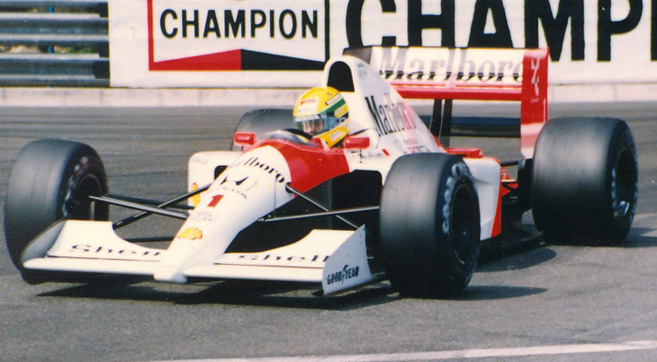
Senna az 1991-es monacói nagydíjon a McLarennel

Alain Prost a Sennával való botrányos párharca után a Ferrarihoz szerződött. A következő két évben Senna és a McLaren nyerte az egyéni-és a csapatvilágbajnoki címet. Senna csapattársa Prost távozása után Gerhard Berger volt. Senna 1990-ben hasonlóan botrányos körülmények és egy ütközés után nyerte el második világbajnoki címét Prost ellenében, 1991-ben pedig még ennél is simább dolga volt. Az 1992-re a McLaren dominancia véget ért, az évet fölényesen Nigel Mansell és a Williams-Renault nyerte. Az év végén a Honda visszavonult a Formula–1-es motorgyártástól, a McLaren motorszállítója 1993-ra a Ford lett. Senna versenyről versenyre hosszabbított csapatával egy egész idényre szóló elköteleződés helyett, és a gyengébbnek mondható autóval is káprázatos teljesítményt nyújtott. Ebben az évben a BBC "A Season with McLaren" címmel dokumentumfilmet készített a csapattal, és ugyancsak ebben az idényben került Mika Häkkinen hozzájuk. 1994-ben Senna a Williamshez igazolt, a csapat pedig új motorpartnert keresett. Teszteltek a Lamborghinivel is, végül a Peugeot-ra esett a választásuk, a gyári támogatás reményében. Az együttműködés azonban nem úgy végződött, ahogy remélték, a motorok megbízhatatlansága miatt a McLaren sorozatban veszített el értékes helyezéseket, ezért az idény végén megváltak tőlük, és a Mercedesszel kötöttek megállapodást. Ez a partneri kapcsolat végül húsz évig tartott.
Az első közös idényük nem sikerült a legjobban, ráadásul Nigel Mansell pár futam után távozott tőlük. Az év végén Häkkinen egy durva baleset részese volt az ausztrál nagydíjon, amelyet csodával határos módon úszott meg, és már 1996-ban ott volt a rajtrácson, Csapattársa David Coulthard lett. Győzni ebben az idényben sem tudtak, és az év végén megszűnt a szponzori együttműködés a Marlboróval. Helyükre 1997-ben a West cigaretta érkezett, a McLaren autói ettől kezdve jellegzetes ezüstös színárnyalatban pompáztak. Ekkor érkezett hozzájuk Adrian Newey tervező, és bár több versenyt is meg tudtak nyerni, az autók megbízhatatlansága miatt nem lehettek igazán sikeresek. Ez 1998-ra változott meg, amikor a jól sikerült McLaren MP4/13-assal Häkkinen a szezon során nyolc futamot nyert meg és az év végén kerek 100 ponttal végzett a egyéni világbajnokság élén. Legnagyobb ellenfele Michael Schumacher volt, aki 89 pontot szerzett. A McLaren ez évben megszerezte a konstruktőr-világbajnoki címet is. 1999-ben folytatódott a Schumacher–Häkkinen csata, de csak a brit nagydíjig, amikor a német balesetet szenvedett és csak az évad vége előtt három versennyel tudott visszatérni. Häkkinen ismét világbajnok lett, két ponttal Eddie Irvine előtt. A konstruktőri címet ebben az évben a Ferrari nyerte.

### 2000–2009
A 2000-es évben is szoros volt a csata Schumacher és Häkkinen között, és ezúttal a német győzött. A McLaren ekkor már kevésbé kezdett sikeres lenni; részben azért, mert a Ferrari totálisan dominálta a 2000-es évek elejét, és részben azért is, mert betiltották a berillium használatát a motorok építésénél, amelyet a Mercedes használt. Häkkinen részben az őt sorozatosan sújtó balszerencse miatt a 2001-es idény végén visszavonult, a helyére egy másik finn, Kimi Räikkönen érkezett. 2002-ben mindössze egy győzelmet tudtak aratni Coulthard által, de 2003-ban már jóval ígéretesebb teljesítményt nyújtottak. Mindezt úgy, hogy az eredetileg bevetni kívánt McLaren MP4-18 típusú autó, fundamentális problémái miatt, sosem versenyzett, hanem helyette az előző évi MP4-17D modellt használták. Räikkönen sorozatos jó eredményeinek köszönhetően mindössze 2 pont hátránnyal végzett a bajnoki összetettben. 2004 azonban már nem sikerült ilyen fényesen: egyetlen győzelmet arattak, és konstruktőri ötödikek lettek, amilyen rossz pozícióban 1983 óta nem végeztek.
2005-ben Coulthard a Red Bull Racinghez szerződött, helyére a kolumbiai Juan Pablo Montoya került, aki két versenyen nem vett részt, helyette a bahreini nagydíjon Pedro de la Rosa, a San Marinó-i nagydíjon Alexander Wurz versenyzett. Eleinte gondok voltak a gumikezeléssel, később pedig a megbízhatóság volt rossz, így aztán hiába nyertek összesen tíz versenyt, végül Fernando Alonso lett a világbajnok a Renault-val. Az év közepén a West, mint főszponzor, elhagyta a csapatot, az ezüst színezést, krómhatásúra módosítva, azonban megtartották, a Mercedes-motorok miatt. Az új szponzorok miatt a piros szín ismét hangsúlyosabb lett az autókon.
2006-ban a csapat ismét abban reménykedett, hogy a bajnoki címért fognak harcolni, ám a téli tesztek során kiderült, hogy az új Mercedes V8-as motorja nem volt túl erős, sem megbízható. Miután Montoya az amerikai nagydíj rajtjánál kiütötte csapattársát, és mindketten kiestek, a verseny után elbocsátották a csapattól. Montoya a McLarennel együtt a Formula–1-et is elhagyta, helyére a csapat tesztversenyzőjét, Pedro de la Rosát ültették be, aki a magyar nagydíjon második lett. Győzni egyszer sem sikerült. Az idényt személyi változások követték a motorrészlegen, de bejelentette távozását Adrian Newey is.
A 2007-es évet teljesen új felállással kezdték, 2006 novemberében a McLaren-Mercedes Lewis Hamiltont szerződtette le a világbajnok Fernando Alonso mellé, a csapat főszponzora a Vodafone lett. Legnagyobb ellenfelük ez évben a Renault visszaesését követően a Ferrari volt. A McLaren nagyon erősen kezdte az évet, viszont az látható volt, hogy Alonso nem nagyon tudott mit kezdeni a meglepően versenyképes Hamiltonnal. A szezon előrehaladtával egyre inkább romlott a két versenyző kapcsolata. A konfliktusok csúcsa a magyar nagydíj volt, ahol Alonso megakadályozta Hamiltont, hogy mért időt fusson az időmérő edzésen, bár előtte Hamilton is megszegte azt a megállapodást, miszerint Alonsót előre kellett volna engednie az etap alatt. Alonsót ezért azzal büntette a versenybíróság, hogy öt rajthellyel hátrébb sorolták. A versenyt Hamilton nyerte, de az FIA elvette a csapat a nagydíjon szerzett konstruktőri pontjait. A McLaren a világbajnoki cím legnagyobb esélyese volt szinte az egész szezon során, miután az utolsó, brazil nagydíjon Alonso a harmadik lett a két Ferrari mögött, Hamilton pedig technikai problémák miatt csak a hetedik lett, így a 2007-es egyéni világbajnoki címet Kimi Räikkönen szerezte meg.
A 2007-es belga nagydíj előtt kirobbant a Spygate néven is ismert kémbotrány. A Ferrari egyik mérnöke, Nigel Stepney ugyanis információkat adott el a McLarennél dolgozó Mike Coughlannek. Szeptemberben az FIA megállapította, hogy a csapat csalárd és sportszerűtlen módon jutott egy másik csapat szellemi tualjdonának a birtokába, ezért példátlanul szigorú büntetést kaptak: 100 millió dolláros pénzbüntetés mellett kizárták őket az az évi konstruktőri bajnokságból (amit egyébként megnyertek volna). A csapat két versenyzőjének 2008-as rajtszáma emiatt a 22-es és a 23-as lett. A boxutcában is eredetileg az utolsó garázs lett volna az övék 2008-ban, de végül az ötödiket kapták meg, mert a személyzet és a felszerelések nem fértek volna el az utolsó garázsban. A két versenyző elmérgesedett viszonya miatt Alonso visszament a Renault-hoz, helyére a finn Heikki Kovalainent ültették be. A bajnokság végig kiélezett volt a McLaren és a Ferrari között, a versenyzők közt pedig Felipe Massa és Lewis Hamilton küzdöttek egymás ellen. A brazil nagydíj, a szezon legutolsó futama döntött el mindent: kezdetben az eleredő eső miatt Hamilton az 5. helyre esett vissza. A verseny végén Sebastian Vettel is megelőzte, ezért a mclarenes visszacsúszott a bajnoki címhez nem elegendő 6. helyre. Hamilton végül az utolsó körben előzte meg Timo Glockot (aki nem váltott esőgumira), megelőzésével az ötödik helyet, megnyerve a világbajnokságot. A McLaren második lett a konstruktőri bajnokságban.
2009 elején Ron Dennis visszavonult, a csapatfőnöki teendőket Martin Whitmarsh vette át. A csapat idénye rosszul sikerült: nem tudtak alkalmazkodni az új szabályokhoz, ráadásul a versenybírák megtévesztése miatt háromversenyes felfüggesztett eltiltást is kaptak. Hamilton azért két versenyt így is meg tudott nyerni.

### 2010–2019
2010-ben fundamentális változások zajlottak a csapat életében. A Mercedes elhatározta, hogy saját gyári csapatot indít, így aztán a korábbi gyári támogatás helyett csak partnerkapcsolatban maradtak a McLarennel - még a részvényeiket is értékesítették. Hamilton csapattársa a címvédő Jenson Button lett, és bár szépen teljesítettek, a Red Bull végül erősebbnek bizonyult náluk. 2011-ben ugyanez volt a helyzet: Button bajnoki második lett, a McLaren pedig konstruktőri második - Hamilton ellenben többször arról lett hírhedt, hogy más pilótákkal balesetveszélyes helyzetekbe keveredett. 2012-ben az egymással viaskodó Red Bull és Ferrari mellett nem rúghattak labdába, és emellett megbízhatósági problémák is hátráltatták őket.
Hamilton 2013-ban a gyári Mercedes csapatához távozott, a helyére Sergio Pérezt igazolták le. A Mercedes ebben az évben már nem biztosított ingyen motorokat a csapatnak, hanem azokért fizetniük kellett, ami lyukakat ütött a költségvetésen. Pérez nem váltotta be a hozzá fűzött reményeket, amellett az autó is gyengébb volt az előző évekhez képest, így 1980 óta először zártak idényt dobogós helyezés nélkül. A rossz évet követően Ron Dennis ismét a csapat élére lépett, Pérezt kirúgták, a helyére pedig Kevin Magnussent ültették. A csapat 2014-ben még a Mercedes turbómotorját használta, de ez az év sem sikerült túl jól számukra: főszponzor nélkül indultak egyenkróm színű autókkal, és az évadnyitó ausztrál nagydíjon elért dobogós helyezéseiket leszámítva a legjobb eredményük egy negyedik hely volt.
2015-ben két évtizedes közös munka után a McLaren és a Mercedes útjai különváltak, a csapat új motorszállítója pedig a sportba visszatérő Honda lett. Kapcsolatuk azt jelentette, hogy ismét gyári támogatást kaptak, ingyen motorokkal, a japán szakemberek pedig a wokingi gyárban is megjelentek. Az új érának két világbajnokkal vágtak neki, a csapathoz 2007 után visszatérő Fernando Alonsóval és Jenson Buttonnal. Már a szezont megelőző teszteken körvonalazódott, hogy a Honda erőforrásának teljesítménye és megbízhatósága is messze elmarad a vetélytársakéhoz képest. A felkészülési időszakban rengeteg műszaki probléma hátráltatta a csapatot a felkészülésben. Fernando Alonsót pedig egy rejtélyes baleset érte az egyik szezon előtti teszten amely miatt a szezonnyitó futamot is ki kellett hagynia. A szezon kezdetével kiderült, a Hondának nem igazán sikerült megoldania a téli felkészülés alkalmával felmerült gondokat, és bár rengeteget fejlesztettek, a szezont végig a technikai problémák jellemezték, a lassú kanyarokkal tűzdelt, és motorikusan kevésbé igényes pályákat leszámítva pedig általában a középmezőnnyel sem tudták felvenni a harcot. A csapat így minden idők leggyengébb eredményét produkálta. A 2016-os évet már sokkal ígéretesebben kezdték: kevesebb volt a műszaki hiba, az autó meghibásodásainak száma lecsökkent, a motor teljesítménye azonban továbbra is nagyon gyenge volt. Ezek ellenére rendszereseké váltak a pontszerzések, és a konstruktőrök közt a 6. helyet is sikerült megszerezniük.
2017-ben elbocsátották a csapat éléről Ron Dennist az új tulajdonosok, helyette Zak Brown, mint igazgató vezette azt. A régi időkkel való leszámolás jegyében először megváltoztatták az autók kódnevét az addig használt MP4-ről MCL-re, majd a színvilágot cserélték le papaja-feketére. Alonso maradt az egyik versenyzőjük, míg a visszavonuló Button helyére Stoffel Vandoorne ült be, aki 2016-ban egy versenyen már bizonyított. A Honda erre az évre teljesen áttervezte a motort, ami katasztrofális lépésnek bizonyult: az sokkal gyengébb és meghibásodásra hajlamos volt, mint eddig bármikor. A viszony annyira megromlott a csapat és a motorszállító között, hogy az év vége előtt szerződést bontottak, és 2018-ra aláírtak a Renault-val.
A 2018-as szezonnak az új motorpartnernek köszönhetően nagy reményekkel és az előző évi Alonso-Vandoorne versenyzőpárossal vágtak neki. A nagy előrelépés azonban elmaradt. A megbízhatóság sokat javult, a versenytempó is némileg jobb lett az előző évhez képest, viszont korántsem olyan mértékben, mint ahogy azt a csapat és a szurkolók remélték. Emiatt sok kritika is érte a csapatot a szurkolók és a közvélemény részéről. Emellett vagy inkább ennek következtében évközben nagy átszervezésbe kezdett a csapat, távozott többek között az addigi csapatvezető, Eric Boullier. Augusztus közepén pedig Fernando Alonso is bejelentette távozását a csapattól és a sportágból egyaránt. Alonso bejelentése után néhány nappal pedig bejelentették Carlos Sainz Jr. érkezését a csapathoz.
2019-ben a Renaulttól érkező Carlos Sainz Jr. mellé az újonc Lando Norris érkezett. Az elmúlt évek szenvedései után az év eredményesnek volt mondható, 5 év után újra dobogós eredményt ünnepelhetett a csapat (Sainz harmadik lett Brazíliában) és év végén 4. helyen zárták a konstruktőri világbajnokságot. A csapatnál munkába állt James Key technikai igazgató és Andreas Seidl csapatfőnök is.

### 2020–
2020-nak változatlan pilótapárossal vágtak neki, azonban már elég korán bejelentették, hogy az év végén Sainz a Ferrarihoz távozik, helyére Daniel Ricciardo érkezik majd 2021-ben. Továbbá az is hivatalossá vált, hogy 2021-től újra összeáll a legendás McLaren-Mercedes páros, miután lecserélik a Renault motorjait a Stuttgartiakéra. 2020 álomszerűen kezdődött a csapat számára, Norris 3. hellyel kezdett Ausztriában és Monzában Sainz is felért a dobogóra, méghozzá a 2. fokára. A kiegyensúlyozott teljesítménynek köszönhetően a csapat év végén megszerezte a konstruktőri 3. helyet, 2012 óta először végeztek a legjobb háromban. Sainz 6., Norris 9. lett az egyéni pontversenyben.
2021-től újra a Mercedes partnerei lettek, a Ricciardo-Norris páros pedig ígéretesen teljesített. Ricicardo megnyerte az olasz nagydíjat, ezzel kilenc év után először győzött a csapat, és Norris második helyének köszönhetően ez 11 év után az első kettős győzelmük volt (ebben az évben ez volt az egyetlen kettős győzelem bármelyik csapattól). Norris az orosz nagydíjon pole pozíciót is tudott szerezni. Sajnos mindezen jó eredmények ellenére, a riválisok erősödése miatt be kellett érniük a konstruktőri negyedik hellyel.
2022-ben az új szabályok mentén épült autó nem sikerült túl jól, főleg az idény elején szenvedtek vele. Norris szerzett egyetlen dobogót, Ricciardo pedig kiábrándítóan teljesített, ezért megváltak tőle az év végével, és a helyére kalandos úton leigazolták Oscar Piastrit. 2023 azonban borzalmasan kezdődött, a mezőny leggyengébb autója volt a McLaren MCL60-as. A borzasztó széria az osztrák nagydíjtól fordult meg, amikor az új fejlesztéseknek köszönhetően váratlanul megtáltosodott a csapat. Sorra érkeztek a dobogós eredmények a kettős dobogók, és egy sprintgyőzelem is. Ebben az évben 1,8 másodperccel felállították a leggyorsabb kerékcsere rekordját. 2024-ben tovább folytatódott a sikerszéria, és a háttérben szervezeti átalakítások is zajlottak. Hatszor is győzni tudtak, és ugyan az egyéni bajnoki címre nem volt esélyük (Max Verstappen az idény elején akkora előnyt szerzett), 1998 után újra konstruktőri bajnoki címet arattak.
2025-ben ők voltak a világbajnokság favoritjai, és a kezdetektől a két pilótájuk volt harcban az egyéni bajnoki címért. Hol Norris állt jobban, hol Piastri. A magyar nagydíjon a Ferrari mögött második csapatként érték el a 200 győzelmet.

## Formula–1-es eredménysorozata
| Szezon | Név                                                                                        | Modell                 | Gumi | Motor              | Üzemanyag    | Versenyzők                                                                                              | Helyezés                 |
| ------ | ------------------------------------------------------------------------------------------ | ---------------------- | ---- | ------------------ | ------------ | --- | ------------------------ |
| 2025   | McLaren F1 Team                                                                            | MCL39                  | P    | Mercedes           | Gulf         | Lando Norris Oscar Piastri                                                                              |                          |
| 2024   | McLaren F1 Team                                                                            | MCL38                  | P    | Mercedes           | Gulf         | Lando Norris Oscar Piastri                                                                              | Világbajnok (666 pont)   |
| 2023   | McLaren F1 Team                                                                            | MCL60                  | P    | Mercedes           | Gulf         | Lando Norris Oscar Piastri                                                                              | 4. (302 pont)            |
| 2022   | McLaren F1 Team                                                                            | MCL36                  | P    | Mercedes           | Gulf         | Daniel Ricciardo Lando Norris                                                                           | 5. (159 pont)            |
| 2021   | McLaren F1 Team                                                                            | MCL35M                 | P    | Mercedes           | Gulf         | Daniel Ricciardo Lando Norris                                                                           | 4. (275 pont)            |
| 2020   | McLaren F1 Team                                                                            | MCL35                  | P    | Renault            | BP           | Carlos Sainz Jr. Lando Norris                                                                           | 3. (202 pont)            |
| 2019   | McLaren F1 Team                                                                            | MCL34                  | P    | Renault            | BP           | Carlos Sainz Jr. Lando Norris                                                                           | 4. (145 pont)            |
| 2018   | McLaren F1 Team                                                                            | MCL33                  | P    | Renault            | BP           | Fernando Alonso Stoffel Vandoorne                                                                       | 6. (62 pont)             |
| 2017   | McLaren Honda                                                                              | MCL32                  | P    | Honda              | BP           | Fernando Alonso Stoffel Vandoorne                                                                       | 9. (30 pont)             |
| 2016   | McLaren Honda                                                                              | MP4-31                 | P    | Honda              | Mobil        | Jenson Button Fernando Alonso Stoffel Vandoorne                                                         | 6. (76 pont)             |
| 2015   | McLaren Honda                                                                              | MP4-30                 | P    | Honda              | Mobil        | Jenson Button Fernando Alonso Kevin Magnussen                                                           | 9. (27 pont)             |
| 2014   | McLaren Mercedes                                                                           | MP4-29                 | P    | Mercedes-Benz      | Mobil        | Jenson Button Kevin Magnussen                                                                           | 5. (181 pont)            |
| 2013   | Vodafone McLaren Mercedes                                                                  | MP4-28                 | P    | Mercedes-Benz      | Mobil        | Jenson Button Sergio Pérez                                                                              | 5. (122 pont)            |
| 2012   | Vodafone McLaren Mercedes                                                                  | MP4-27                 | P    | Mercedes-Benz      | Mobil        | Jenson Button Lewis Hamilton                                                                            | 3. (378 pont)            |
| 2011   | Vodafone McLaren Mercedes                                                                  | MP4-26                 | P    | Mercedes-Benz      | Mobil        | Jenson Button Lewis Hamilton                                                                            | 2. (497 pont)            |
| 2010   | Vodafone McLaren Mercedes                                                                  | MP4-25                 | B    | Mercedes-Benz      | Mobil        | Jenson Button Lewis Hamilton                                                                            | 2. (454 pont)            |
| 2009   | Vodafone McLaren Mercedes                                                                  | MP4-24                 | B    | Mercedes-Benz      | Mobil        | Lewis Hamilton Heikki Kovalainen                                                                        | 3. (71 pont)             |
| 2008   | Vodafone McLaren Mercedes                                                                  | MP4-23                 | B    | Mercedes-Benz      | Mobil        | Lewis Hamilton Heikki Kovalainen                                                                        | 2. (151 pont)            |
| 2007   | Vodafone McLaren Mercedes                                                                  | MP4-22                 | B    | Mercedes-Benz      | Mobil        | Fernando Alonso Lewis Hamilton                                                                          | Kizárva (203/218 pont)   |
| 2006   | Team McLaren Mercedes                                                                      | MP4-21                 | M    | Mercedes-Benz      | Mobil        | Kimi Räikkönen Juan Pablo Montoya Pedro de la Rosa                                                      | 3. (110 pont)            |
| 2005   | Team McLaren Mercedes / West McLaren Mercedes                                              | MP4-20                 | M    | Mercedes-Benz      | Mobil        | Kimi Räikkönen Juan Pablo Montoya Pedro de la Rosa Alexander Wurz                                       | 2. (182 pont)            |
| 2004   | West McLaren Mercedes                                                                      | MP4-19 MP4-19B         | M    | Mercedes-Benz      | Mobil        | David Coulthard Kimi Räikkönen                                                                          | 5. (69 pont)             |
| 2003   | West McLaren Mercedes                                                                      | MP4-17D                | M    | Mercedes-Benz      | Mobil        | David Coulthard Kimi Räikkönen                                                                          | 3. (142 pont)            |
| 2002   | West McLaren Mercedes                                                                      | MP4-17                 | M    | Mercedes-Benz      | Mobil        | David Coulthard Kimi Räikkönen                                                                          | 3. (65 pont)             |
| 2001   | West McLaren Mercedes                                                                      | MP4-16                 | B    | Mercedes-Benz      | Mobil        | Mika Häkkinen David Coulthard                                                                           | 2. (102 pont)            |
| 2000   | West McLaren Mercedes                                                                      | MP4/15                 | B    | Mercedes-Benz      | Mobil        | Mika Häkkinen David Coulthard                                                                           | 2. (152 pont)            |
| 1999   | West McLaren Mercedes                                                                      | MP4/14                 | B    | Mercedes-Benz      | Mobil        | Mika Häkkinen David Coulthard                                                                           | 2. (124 pont)            |
| 1998   | West McLaren Mercedes                                                                      | MP4/13                 | B    | Mercedes-Benz      | Mobil        | Mika Häkkinen David Coulthard                                                                           | Világbajnok (156 pont)   |
| 1997   | West McLaren Mercedes                                                                      | MP4/12                 | G    | Mercedes-Benz      | Mobil        | Mika Häkkinen David Coulthard                                                                           | 4. (63 pont)             |
| 1996   | Marlboro McLaren Mercedes                                                                  | MP4/11                 | G    | Mercedes-Benz      | Mobil        | Mika Häkkinen David Coulthard                                                                           | 4. (49 pont)             |
| 1995   | Marlboro McLaren Mercedes                                                                  | MP4/10 MP4/10B MP4/10C | G    | Mercedes-Benz      | Mobil        | Mika Häkkinen Nigel Mansell Mark Blundell Jan Magnussen                                                 | 4. (30 pont)             |
| 1994   | Marlboro McLaren Peugeot                                                                   | MP4/9                  | G    | Peugeot            | Shell        | Mika Häkkinen Martin Brundle Philippe Alliot                                                            | 4. (42 pont)             |
| 1993   | Marlboro McLaren Ford                                                                      | MP4/8                  | G    | Ford               | Shell        | Ayrton Senna Michael Andretti Mika Häkkinen                                                             | 2. (84 pont)             |
| 1992   | Honda Marlboro McLaren                                                                     | MP4/6B MP4/7A          | G    | Honda              | Shell        | Ayrton Senna Gerhard Berger                                                                             | 2. (99 pont)             |
| 1991   | Honda Marlboro McLaren                                                                     | MP4/6                  | G    | Honda              | Shell        | Ayrton Senna Gerhard Berger                                                                             | Világbajnok (139 pont)   |
| 1990   | Honda Marlboro McLaren                                                                     | MP4/5B                 | G    | Honda              | Shell        | Ayrton Senna Gerhard Berger                                                                             | Világbajnok (121 pont)   |
| 1989   | Honda Marlboro McLaren                                                                     | MP4/5                  | G    | Honda              | Shell        | Ayrton Senna Alain Prost                                                                                | Világbajnok (141 pont)   |
| 1988   | Honda Marlboro McLaren                                                                     | MP4/4                  | G    | Honda              | Shell        | Alain Prost Ayrton Senna                                                                                | Világbajnok (199 pont)   |
| 1987   | Marlboro McLaren International                                                             | MP4/3                  | G    | TAG (Porsche)      | Shell        | Alain Prost Stefan Johansson                                                                            | 2. (76 pont)             |
| 1986   | Marlboro McLaren International                                                             | MP4/2C                 | G    | TAG (Porsche)      | Shell        | Alain Prost Keke Rosberg                                                                                | 2. (96 pont)             |
| 1985   | Marlboro McLaren International                                                             | MP4/2B                 | G    | TAG (Porsche)      | Shell        | Niki Lauda Alain Prost John Watson                                                                      | Világbajnok (90 pont)    |
| 1984   | Marlboro McLaren International                                                             | MP4/2                  | M    | TAG (Porsche)      | Shell        | Niki Lauda Alain Prost                                                                                  | Világbajnok (143.5 pont) |
| 1983   | Marlboro McLaren International                                                             | MP4/1C MP4/1E          | M    | Ford TAG (Porsche) | Unipart      | Niki Lauda John Watson                                                                                  | 5. (43 pont)             |
| 1982   | Marlboro McLaren International                                                             | MP4/1B                 | M    | Ford               | Unipart      | Niki Lauda John Watson                                                                                  | 2. (69 pont)             |
| 1981   | Marlboro McLaren International                                                             | M29C M29F MP4/1        | M    | Ford               | Unipart      | John Watson Andrea de Cesaris                                                                           | 6. (28 pont)             |
| 1980   | Marlboro Team McLaren                                                                      | M29B M29C M30          | G    | Ford               | Castrol      | John Watson Alain Prost Stephen South                                                                   | 8. (11 pont)             |
| 1979   | Marlboro Team McLaren Löwenbräu Team McLaren                                               | M26 M28 M28B M28C M29  | G    | Ford               | Castrol      | John Watson Patrick Tambay                                                                              | 7. (15 pont)             |
| 1978   | Marlboro Team McLaren Liggett Group/BS Fabrications Centro Asegurador F1 Melchester Racing | M23 M26                | G    | Ford               | Texaco       | James Hunt Patrick Tambay Bruno Giacomelli Brett Lunger Nelson Piquet Emilio de Villota Tony Trimmer    | 8. (15 pont)             |
| 1977   | Marlboro Team McLaren Chesterfield Racing Iberia                                           | M23 M26                | G    | Ford               | Texaco       | James Hunt Jochen Mass Gilles Villeneuve Bruno Giacomelli Brett Lunger Emilio de Villota                | 3. (60 pont)             |
| 1976   | Marlboro Team McLaren                                                                      | M23                    | G    | Ford               | Texaco       | James Hunt Jochen Mass                                                                                  | 2. (75 pont)             |
| 1975   | Marlboro Team Texaco Lucky Strike Racing                                                   | M23                    | G    | Ford               | Texaco       | Emerson Fittipaldi Jochen Mass Dave Charlton                                                            | 3. (63 pont)             |
| 1974   | Marlboro Team Texaco Yardley Team McLaren Scribante Lucky Strike Racing                    | M23                    | G    | Ford               | Texaco Sasol | Emerson Fittipaldi Denny Hulme Mike Hailwood Jochen Mass David Hobbs Dave Charlton                      | Világbajnok (73 pont)    |
| 1973   | Yardley Team McLaren                                                                       | M19A M19C M23          | G    | Ford               | Gulf         | Denny Hulme Peter Revson Jody Scheckter Jacky Ickx                                                      | 3. (58 pont)             |
| 1972   | Yardley Team McLaren                                                                       | M19A M19C              | G    | Ford               | Gulf         | Denny Hulme Peter Revson Jody Scheckter Brian Redman                                                    | 3. (47 pont)             |
| 1971   | Bruce McLaren Motor Racing Ecurie Bonnier Penske-White Racing                              | M7C M14A M19A          | G    | Ford               | Gulf         | Denny Hulme Peter Gethin Jackie Oliver Jo Bonnier Helmut Marko Mark Donohue                             | 6. (10 pont)             |
| 1970   | Bruce McLaren Motor Racing Team Surtees Ecurie Bonnier                                     | M7C M14A M7D M14D      | G F  | Ford Alfa Romeo    | Gulf         | Denny Hulme Bruce McLaren Peter Gethin Dan Gurney Andrea de Adamich Nanni Galli John Surtees Jo Bonnier | 4. (34 pont)             |
| 1969   | Bruce McLaren Motor Racing Team Lawson Antique Automobiles / Colin Crabbe Racing           | M7A M7B M7C M9A        | G D  | Ford               | Shell Gulf   | Denny Hulme Bruce McLaren Derek Bell Basil van Rooyen Vic Elford                                        | 4. (38 pont)             |
| 1968   | Bruce McLaren Motor Racing Joakim Bonnier Racing Team Anglo American Racers                | M5A M7A                | G    | Ford BRM           | Shell        | Denny Hulme Bruce McLaren Jo Bonnier Dan Gurney                                                         | 2. (51 pont)             |
| 1967   | Bruce McLaren Motor Racing                                                                 | M4B M5A M7A            | G    | BRM                | Shell        | Bruce McLaren                                                                                           | 8. (3 pont)              |
| 1966   | Bruce McLaren Motor Racing                                                                 | M2B                    | F    | Ford Serenissima   | Europa       | Bruce McLaren                                                                                           | 8. (3 pont)              |

* A szezon jelenleg is tart.

## A csapat felépítése
A McLaren Racing a McLaren Group tulajdonában van, de 2022 óta 33 százalék erejéig tulajdonos még benne az MSP Sports Capital is.

### Csapatvezetés
Bruce McLaren 1970-ben bekövetkezett halála után Teddy Mayer vette át a csapatot. 1981-ben a McLaren egyesült a Project Four Racing-gel, amely Ron Dennis tulajdonában volt, így Ron Dennisé lett a McLaren is. 1983-ban Mansour Ojjeh lett a csapat 50 százalékának a tulajdonosa, a McLaren pedig Ojjeh TAG Group-jának lett a kapcsolt vállalkozása. Ezen részvényekből bevásárolva 2000-ben a DaimlerChrysler csoport (a Mercedes anyacége) a csapat 40 százalékának lett a tulajdonosa, Dennis és Ojjeh pedig megtartott 30-30 százalékot. 2007-ben még ennek a felét is eladták a bahreini Mumtalakat Holding Company-nek. 2010-ben a Mercedes gyári csapatának indítása miatt a Daimler AG eladta részesedését egyenlő arányban a Mumtalakat, Dennis és Ojjeh részére. Dennis 2009 és 2013 között visszavonult, a helyére érkező Martin Whitmarsh kudarcai miatt azonban már 2014-ben visszatért. Dennis és Ojjeh közt azonban már nem volt felhőtlen a viszony, s míg ő szerette volna megszerezni Ojjeh részvényeit, végül neki kellett távoznia 2017-ben.
Dennis 2014-es visszatérésével a csapatvezetői poszt helyett létrehozták a versenyigazgatóit, amit Éric Bouillier töltött be. Dennis távozásával Zak Brown lett a csapat főigazgatója. Ez a pozíció habár az egész McLaren-csoporton belülre vonatkozna, a gyakorlatban csak a Formula–1-es csapat igazgatását jelenti. 2018-ban a versenyigazgatói posztot is átalakították: Gil de Ferran lett a sportigazgató, Andrea Stella pedig a teljesítményért felelős igazgató. 2019-ben újra létrejött a csapatfőnöki poszt, Andreas Seidl kinevezésével, akinek 2022-ben bekövetkező távozása után Andrea Stella lett az utódja.

### Politika
Történelmileg a McLarennek feszült volt a viszonya a sportág irányító szervezetével, az FIA-val, illetve jogelődjével, a FISA-val. Mint a FOCA tagja, az egyike volt a FISA-FOCA háborúban szereplő csapatoknak, amelyek a sportág irányításával kapcsolatos kérdésekben vitték kenyértörésre a dolgot. A háborús helyzetet végül a Concorde-szerződés megkötésével zárták le a felek, köztük a McLaren is. Ezt a szerződést 1987-ben és 1992-ben is megújították, de 1996-ban a csapat újabb tiltakozást kezdett, sé csak hosszas tárgyalások után tudták újabb tíz évre megkötni a szerződést, 1998-ban. Amikor aztán újra meg kellett kötnie, mind a McLaren, mind a motorpartnere, a Mercedes egy rivális versenysorozat indításával zsarolta az FIA-t, de végül 2009-ben újra sikerült megállapodniuk.

## Szponzorok
A Bruce McLaren Motor Racing az első időszakban tiszta fehér, zöld csíkokkal rendelkező autókkal versenyzett, "A nagy verseny" című film iránti tiszteletből. 1968 és 1971 között papajaszínű autókkal versenyeztek valamennyi versenykategóriában, továbbá a tesztautóikon is megtartották ezt a színt.
Miután 1968-ban először szabályozták a szponzori feliratok megjelenését az autókon, a McLaren megálalposádt kötött a brit Yardley kozmetikai márkával. A csapat neve a főszponzor miatt Yardley Team McLaren lett, az autók pedig fehér színt kaptak, a papaja minimális megtartása mellett. 1974-ben aztán az új főszponzor a Philip Morris cigarettagyár lett, amely a Marlboro márka színeibe öltöztette az autókat. A jellegzetes, fehér-piros festés egészen 1996-ig a csapat védjegyévé vált.
1997-től egy másik cigarettamárka, a West lett az új névadó szponzor, a West McLaren Mercedes névre hallgató csapat pedig fekete-ezüst-szürke színben kezdte el versenyeztetni autóit. 2005 végén aztán betiltották a dohányreklámokat, ezért 2006-ban főszponzor nélkül versenyeztek, a szürke színt krómra cserélték és helyet kapott az autókon a piros is, de a festési séma nem változott.
2007-től 2013-ig a Vodafone lett a csapat névadó szponzora, az autók színe nem változott meg jelentősen. Szerződésük felbontásában kulcsszerepe volt annak, hogy a 2012-es bahreini nagydíjon (melynek megrendezése ellen tüntetések zajlottak az országban zajló belpolitikai válsággal összefüggésben) ott szerepeltek az autókon a márka logói, kifejezett kérés ellenére. 2013-ban a Johnny Walker lehetett volna a névadó szponzor, de Ron Dennis szerint túl keveset ajánlottak ezért.
2014-től kezdve a csapat névadó szponzor nélkül versenyzett, és a 2015-től kezdődően érkező rossz eredmények miatt a meglévőek is elkezdtek elszivárogni. Csak a 2018-tól kezdődő javulás csábította vissza őket, de a csapat jelenlegi filozófiája alapján főszponzoruk továbbra sincs.
A csapat autóit kezdetben az M típusjelzés mögött egy szám, és az alváltozatra utaló betűjel különböztette meg. 1981-től 2000-ig az MP4/xx, 2001-től 2016-ig az MP4-xx típusmegjelölést használták, ahol az MP4 a Marlboro Project Four (később McLaren Project Four) rövidítése volt, az utána következő szám pedig a modell száma, ha szükséges, betűvel jelezve az almodell. Ron Dennis 2017-ben bekövetkező távozása után az autók az MCLxx típusjelzést kapják.
A csapat 2015-16-ban fekete-piros színnel versenyzett, 2017-től pedig fokozatosan visszatért a papaja és a kék is. Jelenleg papaja-fekete színben pompáznak az autók.
A csapat jelenleg főszponzor nélkül versenyez. Jelenlegi partnerei: Hilton Hotels, SAP AG, Logitech és a Richard Mille. 2017-től az ExxonMobil 21 év után csapatot váltott, a Red Bull Racing és a Toro Rosso partnere lett. A csapat új üzem- és kenőanyagpartnere a BP (Castrol) lett.
2018-ban új támogatók csatlakoztak: a CNBC a Saubertől jött át (a konkurens CNN helyére), technikai partner lett az Airgain és a korábban már több F1-es csapatot (Team Lotus/Caterham F1 Team, BMW Sauber) támogató Dell, az Arrow Electronics, a Petrobras és a Coca-Cola is. 2019-ben új szponzorokként csatlakoztak az Estrella Galicia (Carlos Sainz személyes támogatója) , a Huski Chocolate, és a British American Tobacco. Utóbbi nem egy dohánymárkáját, hanem a Phillip Morrishoz hasonlóan, egy dohányfüstmentes kezdeményezését, A Better Tomorrow-t, és elektromos cigarettáit (Vype, Vuse, Velo)  népszerűsíti a csapaton keresztül. 2019 őszén, még a szezon vége előtt, a Petrobras azonnali hatállyal felbontotta az együttműködést. 
2020-tól a British American Tobaccoval való kapcsolat tovább mélyül, új partnerként pedig az Unilever, a Splunk, és a Dark Trace csatlakozik. 2020 nyarától újra a csapat partnere lett a Gulf Oil, amely a Petrobras helyét lett volna hivatott betölteni a csapat üzem- és kenőanyag-beszállítójaként. Ez azonban nem történt meg, csak pénzügyi támogatás volt, a felek 2022 végén szakítottak egymással, a cég a Williams partnere lett. 2022-től az OKX kriptovaluta-váltó lett a csapat első számú partnere, és csatlakozott a Google is. 2023-ra a korábban a Renault (ma Alpine) főszponzoraként tevékenykedő DP World-del erősített a csapat.

## Forráshivatkozások
1. ↑  Beleszámítva John Surtees leggyorsabb körét az 1970-es dél-afrikai nagydíjon, privát nevezésű McLarennel.
2. ↑  „McLaren poised to switch to Honda engines for 2015 season”, BBC Sport, 2013. március 4. (Hozzáférés: 2025. augusztus 4.) (brit angol nyelvű)
3. ↑  McLaren Racing buys majority share of Arrow McLaren SP (angol nyelven). (Hozzáférés: 2025. augusztus 4.)
4. ↑  McLaren Formula 1 Team (brit angol nyelven). www.mclaren.com. (Hozzáférés: 2025. augusztus 4.)
5. ↑  NEOM McLaren Formula E Team - McLaren Racing Official Website (brit angol nyelven). www.mclaren.com. (Hozzáférés: 2025. augusztus 4.)
6. ↑  Henry, Alan. „Teddy Mayer”, The Guardian, 2009. február 6. (Hozzáférés: 2025. augusztus 4.) (brit angol nyelvű)
7. ↑  http://www.racingsportscars.com/covers/_Zeltweg-1970-08-16e.jpg
8. ↑  „McLaren Formula 1 - McLaren & Papaya”. [2019. március 26-i dátummal az eredetiből archiválva] (Hozzáférés: 2025. augusztus 4.) (angol nyelvű)
9. ↑  McLaren Formula 1                  --         Bruce McLaren Trust - History of motorsport racing legend and founder of McLaren F1 and Can-Am teams (angol nyelven). bruce-mclaren.com. [2010. május 24-i dátummal az eredetiből archiválva]. (Hozzáférés: 2025. augusztus 4.)
10. ↑  Clockwork Orange - McLaren Domination                  --         Bruce McLaren Trust - History of motorsport racing legend and founder of McLaren F1 and Can-Am teams (angol nyelven). www.bruce-mclaren.com. [2016. március 3-i dátummal az eredetiből archiválva]. (Hozzáférés: 2025. augusztus 4.)
11. ↑  McLaren (angol nyelven). Formula 1® - The Official F1® Website. [2015. március 15-i dátummal az eredetiből archiválva]. (Hozzáférés: 2025. augusztus 4.)
12. ↑  Emerson Fittipaldi | Formula 1® (angol nyelven). www.formula1.com. (Hozzáférés: 2025. augusztus 4.)
13. ↑  Henry, Alan. „Jaguar land Crocodile's brother”, The Guardian, 2003. február 25. (Hozzáférés: 2025. augusztus 4.) (brit angol nyelvű)
14. ↑  „McLaren and Peugeot part ways”. [2023. február 24-i dátummal az eredetiből archiválva] (Hozzáférés: 2025. augusztus 5.) (angol nyelvű)
15. ↑  https://www.independent.co.uk/sport/mansell-faces-retirement-after-mclaren-exit-1620932.html
16. ↑  „Newey's magic touch”, 2001. június 2. (Hozzáférés: 2025. augusztus 5.) (brit angol nyelvű)
17. ↑  „Bold new dawn for McLaren”, 2003. december 23. (Hozzáférés: 2025. augusztus 5.) (brit angol nyelvű)
18. ↑  Alonso to make shock switch from Renault to McLaren (angol nyelven). The Independent, 2005. december 20. (Hozzáférés: 2025. augusztus 5.)
19. ↑  „McLaren hit by constructors' ban”, 2007. szeptember 13. (Hozzáférés: 2025. augusztus 5.) (brit angol nyelvű)
20. ↑  Ron Dennis leaves McLaren in safe hands - Times Online (angol nyelven). www.timesonline.co.uk. [2011. június 4-i dátummal az eredetiből archiválva]. (Hozzáférés: 2025. augusztus 5.)
21. ↑  „McLaren given suspended race ban”, 2009. április 29. (Hozzáférés: 2025. augusztus 5.) (brit angol nyelvű)
22. ↑  The incredible tale of McLaren and Mercedes' F1 split (angol nyelven). The Race, 2021. szeptember 18. (Hozzáférés: 2025. augusztus 5.)
23. ↑  „Lewis Hamilton and Felipe Massa: A season of flashpoints”, The Guardian, 2011. október 30. (Hozzáférés: 2025. augusztus 5.) (brit angol nyelvű)
24. ↑  McLaren-Mercedes divorce and Cosworth need a new partner. - thejudge13 (brit angol nyelven). thejudge13.com, 2012. október 22. (Hozzáférés: 2025. augusztus 5.)
25. ↑  „McLaren unveil MP4-29 car for 2014 Formula 1 season”, BBC Sport, 2014. január 24. (Hozzáférés: 2025. augusztus 5.) (brit angol nyelvű)
26. ↑  „McLaren-Honda split after three years of troubled partnership”, BBC Sport, 2017. szeptember 15. (Hozzáférés: 2025. augusztus 5.) (brit angol nyelvű)
27. ↑  Richards, Giles. „Lando Norris wins Abu Dhabi F1 GP as McLaren take first title since 1998”, The Guardian, 2024. december 8. (Hozzáférés: 2025. augusztus 5.) (brit angol nyelvű)
28. ↑  „McLaren Racing to sell third of company to US-based investors”, BBC Sport, 2020. december 13. (Hozzáférés: 2025. augusztus 5.) (brit angol nyelvű)
29. ↑  „Hitching a ride”, The Guardian, 2000. február 4. (Hozzáférés: 2025. augusztus 5.) (brit angol nyelvű)
30. ↑  http://www.autosport.com/news/report.php/id/56174
31. ↑  „Dennis to quit as McLaren F1 boss”, 2009. január 16. (Hozzáférés: 2025. augusztus 5.) (brit angol nyelvű)
32. ↑  „McLaren: Ron Dennis replaces Martin Whitmarsh as CEO in coup”, BBC Sport, 2014. január 16. (Hozzáférés: 2025. augusztus 5.) (brit angol nyelvű)
33. ↑  https://www.autosport.com/f1/news/130471/dennis-cuts-final-ties-with-mclaren
34. ↑  „Eric Boullier appointed racing director at McLaren after Lotus exit”, BBC Sport, 2014. január 29. (Hozzáférés: 2025. augusztus 5.) (brit angol nyelvű)
35. ↑  http://www.motorsport.com/f1/news/mclaren-confirms-zak-brown-as-new-executive-director-852419/
36. ↑  „Andreas Seidl leaves McLaren to join Sauber ahead of Audi transition; Andrea Stella appointed McLaren team principal”, Sky Sports. [2025. február 17-i dátummal az eredetiből archiválva] (Hozzáférés: 2025. augusztus 5.) (brit angol nyelvű)
37. ↑  „New deal ends F1 breakaway fears”, 2009. augusztus 1. (Hozzáférés: 2025. augusztus 5.) (brit angol nyelvű)
38. ↑  The Bruce McLaren Movie Official Website. www.thebrucemclarenmovie.com. [2023. április 25-i dátummal az eredetiből archiválva]. (Hozzáférés: 2025. augusztus 5.)